# باخوژ (استان پودکارپاتسکیه)
باخوژ (به لهستانی:  Bachórz) یک روستا در لهستان است که در گمینا دنوو واقع شده‌است. باخوژ ۱٬۲۱۴ نفر جمعیت دارد.